# Антонио Рукавина
Антонио Рукавина (Београд, 26. јануар 1984) је бивши српски фудбалер. Играо је на позицији десног бека.

## Клупска каријера
Рукавина је каријеру започео у Бежанији. Дебитовао је за први тим овог клуба током сезоне 2002/03. те заједно са клупским колегама успео да се пласира у Другу лигу Србије и Црне Горе. Након тога су се у сезони 2005/06. пласирали у Прву лигу Србије, те Суперлигу Србије.
У зимском прелазном року сезоне 2006/07. Рукавина и његов клупски колега Жарко Лазетић потписали су четворогодишње уговоре с Партизаном. Под руководством новог тренера београдског клуба Мирослава Ђукића, Рукавина је брзо дошао до позиције у првих 11. У другој половини сезоне 2006/07. забележио је 15 наступа и постигао три гола у лиги. Већ током следеће сезоне добио је капитенску траку.
У јануару 2008. је напустио Партизан и потписао за Борусију Дортмунд. Деби у Бундеслиги је имао 2. фебруара 2008. године. Провео је на терену свих 90 минута, а меч против Дуизбурга је завршен резултатом 3:3. Рукавина је био стандардан првотимац током пролећног дела сезоне 2007/08. Као стартер је 19. априла 2008. наступио у финалу немачког Купа против Бајерн Минхена. Бајерн је на овој утакмици славио након продужетака голом Луке Тонија. Три месеца касније, Рукавина је ипак освојио трофеј са клубом из Дортмунда. Борусија је у финалу немачког Суперкупа савладала Бајерн резултатом 2:1, а српски фудбалер је провео свих 90. минута на терену. Почео је и сезону 2008/09. као стартер, наступио је у првих пет кола Бундеслиге, али након тога је изгубио место у тиму и није провео више ни минут на терену. У фебруару 2009. године је прослеђен на позајмицу у друголигаша Минхен 1860 до краја те сезоне. Пар месеци касније немачки клубови су се „заменили“ – Минхенов Свен Бендер прешао је у Борусију, а Рукавина у Минхен 1860. Рукавина је до краја 2011/12. сезоне стандардно наступао за Минхен 1860 у Другој Бундеслиги.
У јулу 2012. године је потписао уговор са шпанским Реал Ваљадолидом, кога је у том моменту водио Рукавинин бивши тренер у Партизану Мирослав Ђукић. Први меч у шпанској Ла Лиги одиграо је 20. августа 2012. године против Сарагосе. Ваљадолид је остварио победу од 1:0, а Рукавина је играо свих 90. минута. За две године на Ваљадолидовом стадиону „Хозе Зориља“ Рукавина је забележио 71 првенствени наступ уз два постигнута гола.
Рукавина је у јулу 2014. године потписао догодишњи уговор са Виљареалом. Након четири године у Виљареалу, у јулу 2018. је као слободан играч потписао уговор са казахстанском Астаном. Учествовао је у освајању две титуле првака Казахстана (2018, 2019) као и једног казахстанског Суперкупа (2019). У новембру 2021. је завршио играчку каријеру.

## Репрезентативна каријера
Као члан младе репрезентације Србије наступао је на Европском првенству за играче млађе од 21. године које је 2007. године одржано у Холандији. Србија је такмичење завршила на другом месту изгубивши у финалу од домаћина Холандије, резултатом 1:4.
Деби у дресу сениорске репрезентације Србије забележио је 2. јуна 2007. године одигравши свих 90 минута меча против Финске, током квалификација за Европско првенство 2008. године.
Био је учесник на два Светска првенства у фудбалу — 2010. у Јужној Африци и 2018. у Русији.
Последњи пут у дресу репрезентације Србије је наступио 10. септембра 2019. на гостовању Луксембургу у квалификацијама за Европско првенство 2020. године.

### Наступи по годинама
| Тим    | Година | Наступи | Голови |
| ------ | ------ | ------- | ------ |
| Србија | 2007.  | 7       | 0      |
| Србија | 2008.  | 7       | 0      |
| Србија | 2009.  | 4       | 0      |
| Србија | 2010.  | 4       | 0      |
| Србија | 2011.  | 0       | 0      |
| Србија | 2012.  | 1       | 0      |
| Србија | 2013.  | 5       | 0      |
| Србија | 2014.  | 2       | 0      |
| Србија | 2015.  | 0       | 0      |
| Србија | 2016.  | 7       | 0      |
| Србија | 2017.  | 7       | 0      |
| Србија | 2018.  | 11      | 0      |
| Србија | 2019.  | 4       | 0      |
| Укупно | Укупно | 59      | 0      |